# إيفان غوديلي
إيفان غوديلي (بالكرواتية: Ivan Gudelj)‏ ، من مواليد 21 سبتمبر 1960 إيموتسكي في كرواتيا، لاعب كرة قدم يوغسلافي سابق.
لعب مع منتخب يوغسلافيا لكرة القدم.

## مسيرته الكروية
لعب إيفان غوديلي خلال مسيرته الاحترافية مع نادِ واحدٍ في تسعة مواسم وسجل خلالها 35 هدفًا ضمن 175 مباراة. حيث فاز في موسم واحد بالكأس وفي موسم واحد بالدوري.
خاض إيفان غوديلي مسيرته مع نادي هايدوك سبليت في موسم 1977–78 ليلعب معه تسعة مواسم، مشاركًا في 175 مباراة سجل خلالها 35 هدفًا.

## روابط خارجية
- إيفان غوديلي على موقع الاتحاد الدولي (مؤرشف)  (الإنجليزية)
- إيفان غوديلي على موقع قاعدة بيانات كرة القدم.إي يو (الإنجليزية)
- إيفان غوديلي على موقع ناشيونال فوتبول تيمز (الإنجليزية)
- إيفان غوديلي على موقع عالم كرة القدم.نت (الإنجليزية)
- إيفان غوديلي على موقع أوليمبيديا (الإنجليزية)